# Communauté de communes Xaintrie Val’Dordogne
Die Communauté de communes Xaintrie Val’Dordogne ist ein französischer Gemeindeverband mit der Rechtsform einer Communauté de communes im Département Corrèze in der Region Nouvelle-Aquitaine. Sie wurde am 15. September 2016 gegründet und umfasst 30 Gemeinden. Der Verwaltungssitz befindet sich im Ort Argentat-sur-Dordogne.

## Historische Entwicklung
Der Gemeindeverband entstand mit Wirkung vom 1. Januar 2017 durch die Fusion der Vorgängerorganisationen
- Communauté de communes du Canton de Saint-Privat,
- Communauté de communes du Canton de Mercœur (unter Abgang der Gemeinde Altillac zur Communauté de communes Midi Corrézien) und
- Communauté de communes du Pays d’Argentat, bei der gleichzeitig die Gemeinde Argentat mit der aus der Communauté de communes du Doustre et du Plateau des Étangs stammenden Gemeinde Saint-Bazile-de-la-Roche eine Commune nouvelle mit dem Namen Argentat-sur-Dordogne bildete.

## Mitgliedsgemeinden
| Gemeinde                                     | Einwohner 1. Januar 2022 | Fläche km² | Dichte Einw./km² | Code INSEE | Postleitzahl |
| -------------------------------------------- | ------------------------ | ---------- | ---------------- | ---------- | ------------ |
| Albussac                                     | 730                      | 36,26      | 20               | 19004      | 19380        |
| Argentat-sur-Dordogne                        | 2.857                    | 29,57      | 97               | 19010      | 19400        |
| Auriac                                       | 219                      | 34,89      | 6                | 19014      | 19220        |
| Bassignac-le-Bas                             | 82                       | 12,29      | 7                | 19017      | 19430        |
| Bassignac-le-Haut                            | 152                      | 18,37      | 8                | 19018      | 19220        |
| Camps-Saint-Mathurin-Léobazel                | 208                      | 34,08      | 6                | 19034      | 19430        |
| Darazac                                      | 144                      | 14,55      | 10               | 19069      | 19220        |
| Forgès                                       | 258                      | 10,43      | 25               | 19084      | 19380        |
| Goulles                                      | 327                      | 33,40      | 10               | 19086      | 19430        |
| Hautefage                                    | 316                      | 24,06      | 13               | 19091      | 19400        |
| La Chapelle-Saint-Géraud                     | 196                      | 17,59      | 11               | 19045      | 19430        |
| Mercœur                                      | 232                      | 29,94      | 8                | 19133      | 19430        |
| Monceaux-sur-Dordogne                        | 630                      | 36,93      | 17               | 19140      | 19400        |
| Neuville                                     | 203                      | 14,29      | 14               | 19149      | 19380        |
| Reygade                                      | 181                      | 13,94      | 13               | 19171      | 19430        |
| Rilhac-Xaintrie                              | 306                      | 25,31      | 12               | 19173      | 19220        |
| Saint-Bonnet-Elvert                          | 226                      | 18,37      | 12               | 19186      | 19380        |
| Saint-Bonnet-les-Tours-de-Merle              | 40                       | 5,94       | 7                | 19189      | 19430        |
| Saint-Chamant                                | 480                      | 14,05      | 34               | 19192      | 19380        |
| Saint-Cirgues-la-Loutre                      | 179                      | 18,41      | 10               | 19193      | 19220        |
| Saint-Geniez-ô-Merle                         | 91                       | 15,83      | 6                | 19205      | 19220        |
| Saint-Hilaire-Taurieux                       | 95                       | 8,61       | 11               | 19212      | 19400        |
| Saint-Julien-aux-Bois                        | 435                      | 44,09      | 10               | 19214      | 19220        |
| Saint-Julien-le-Pèlerin                      | 116                      | 15,40      | 8                | 19215      | 19430        |
| Saint-Martial-Entraygues                     | 105                      | 7,39       | 14               | 19221      | 19400        |
| Saint-Martin-la-Méanne                       | 345                      | 27,70      | 12               | 19222      | 19320        |
| Saint-Privat                                 | 1.038                    | 32,85      | 32               | 19237      | 19220        |
| Saint-Sylvain                                | 132                      | 7,49       | 18               | 19245      | 19380        |
| Servières-le-Château                         | 568                      | 24,24      | 23               | 19258      | 19220        |
| Sexcles                                      | 229                      | 25,91      | 9                | 19259      | 19430        |
| Communauté de communes Xaintrie Val’Dordogne | 11.120                   | 652,18     | 17               | –          | –            |